# ما الذي حدث للتو؟ (فيلم)
ما الذي حدث للتو (بالإنجليزية: What Just Happened)‏ فيلم كوميدي درامي أمريكي من إخراج باري ليفنسون، يقوم بدور البطولة روبرت دي نيرو، يضم الفيلم إلى جانب دي نيرو النجمين شون بن وبروس ويليس اللذان سيؤديان في الفيلم بشخصياتهم وأسمائهم الحقيقية.
روبرت دي نيرو يؤدي دور (بين) منتج الأفلام اليائس حيث تجمعه الأحداث مع شون بين بطل آخر أفلامه وبروس ويليس بطل فيلمه القادم.

## الميزانية والإيرادات
بلغت تكلفة إنتاج الفيلم حوالي 25 مليون دولار بينما حقق أرباحا تقدر بـ 671.0888 دولار.

## وصلات خارجية
- ما الذي حدث للتو؟ على موقع IMDb (الإنجليزية)
- ما الذي حدث للتو؟ على موقع روتن توميتوز (الإنجليزية)
- ما الذي حدث للتو؟ على موقع نتفليكس (الإنجليزية)
- ما الذي حدث للتو؟ على موقع قاعدة بيانات الأفلام العربية
- ما الذي حدث للتو؟ على موقع ألو سيني (الفرنسية)
- ما الذي حدث للتو؟ على موقع Turner Classic Movies (الإنجليزية)
- ما الذي حدث للتو؟ على موقع أول موفي (الإنجليزية)
- ما الذي حدث للتو؟ على موقع بوكس أوفيس موجو (الإنجليزية)
- ما الذي حدث للتو؟ على موقع فيلمافينيتي (الإسبانية)
- ما الذي حدث للتو؟ على موقع قاعدة بيانات الأفلام السويدية (السويدية)